# Moenkhausia australis
Moenkhausia australis es una especie del género de peces de agua dulce Moenkhausia perteneciente a la familia de los caracínidos. Habita en ambientes acuáticos subtropicales y tropicales en el centro de Sudamérica.

## Taxonomía
Descripción original
Esta especie fue descrita originalmente en el año 1908 por el ictiólogo estadounidense —nacido en Alemania— Carl Henry Eigenmann, empleando el nombre científico de Moenkhausia australe.
Holotipo y localidad tipo
Este pez se describió sobre la base de dos especímenes —los cuales midieron 33 y 41 mm de longitud estándar— que habían sido colectados en los arroyos Trementina y Chagalalina, pertenecientes a la cuenca del río Paraguay, en la parte septentrional de la región oriental de la República del Paraguay.
Etimología
Etimológicamente el término genérico Moenkhausia es un epónimo que refiere al apellido de la persona a quien fue dedicado, William J. Moenkhaus, quien fuera profesor de la Universidad de Indiana y colaborador del Museo Paulista, ubicado en la ciudad brasileña de São Paulo. El epíteto específico australis hace referencia a que, según se descriptor, C. H. Eigenmann, esta es una de las pocas especies del género que posee distribución al sur de la Amazonia.
Historia taxonómica
Su historia taxonómica es compleja, ya que durante muchos años fue considerada un sinónimo más moderno de Moenkhausia sanctaefilomenae, sin embargo, un estudio publicado en 2019 la revalidó como especie plena, según resultados moleculares y morfológicos.

### Caracterización y relaciones filogenéticas
Moenkhausia australis puede separarse de sus congéneres por poseer la siguiente combinación de caracteres: línea lateral completa, 23 a 27 escamas en la línea lateral, 5 escamas en la serie transversal desde la línea lateral, tanto la ubicada por encima como la situada por debajo de la misma.
Moenkhausia australis pertenece al “complejo de especies Moenkhausia oligolepis/M. sanctaefilomenae”, el cual está integrado, además de M. oligolepis (Günther, 1864), por M. cotinho C. H. Eigenmann, 1908, M. pyrophthalma W. J. E. M. Costa, 1994, M. sanctaefilomenae (Steindachner, 1907) y M. forestii Benine, Mariguela & C. de Oliveira, 2009; con las últimas comparte el presentar la región prepélvica comprimida lateralmente, una característica del “grupo de especies Moenkhausia oligolepis”.
Estas especies comparten un patrón cromático muy similar, consistente en un diseño reticulado formado por bordes oscuros en las escamas; una mancha humeral alargada verticalmente; una conspicua mancha oscura en el pedúnculo caudal, la cual está precedida por un área más clara y, frecuentemente, el ojo de color rojo vivo.

## Distribución geográfica y hábitat
Bajo el nombre de Moenkhausia australis se incluye a tres distintas poblaciones genéticamente estructuradas, la típica en la cuenca del río Paraguay, más una que habita en el río Paraná Superior y una tercera en el río Madeira. Los dos primeros ríos integran la cuenca del Plata; dicha hoya hidrográfica vuelca sus aguas en el océano Atlántico Sudoccidental por intermedio del Río de la Plata. El tercer curso fluvial es parte integrante de la cuenca del Amazonas. Esa variabilidad no ha podido ser correlacionada con alguna forma de diferenciación morfológica que sea diagnosticable, por lo cual, conservadoramente, estos tres linajes genéticos son retenidos en una sola especie.